# Marie Hanušová
Marie Hanušová (28. listopadu 1942, Praha – 1. prosince 2023, České Budějovice) byla česká kurátorka a galeristka.

## Život
Marie Hanušová se narodila 28. listopadu 1942 v Praze. V dětství si přála být motocyklovou závodnicí a začala jezdit na skútru, který jí sestavil její bratr. Od patnácti let pak jezdila terénní závody na motorkách malých kubatur a závodila za Motoklub Praha. Získávala řadu diplomů, pohárů, zelený, stříbrný i zlatý věnec. Po studiích se na inzerát v novinách přihlásila k pracovnímu administrativnímu místu do Fondu výtvarného umění v Praze a místo získala. Později, již přímo ve Svazu výtvarných umělců, připravovala výstavy, jednala s výtvarníky, zajišťovala soutěže a výtvarné akce. Díky svému pracovnímu prostředí a zájmu o výtvarné umění absolvovala v letech 1969 až 1971 Konzervatoř výtvarných umění u Jaroslava Hlaváčka a akademického malíře Martina Dyrynka. V roce 1989 působila v Občanském fóru výtvarníků v pražském Mánesu. Prostřednictvím Jana Kanyzy se seznámila s rodinou vltavotýnského knihaře Ladislava Hodného. S jeho pomocí si s manželem nejdříve koupili v Týně nad Vltavou chalupu, později i malý domek, do kterého se z Prahy natrvalo přestěhovali.

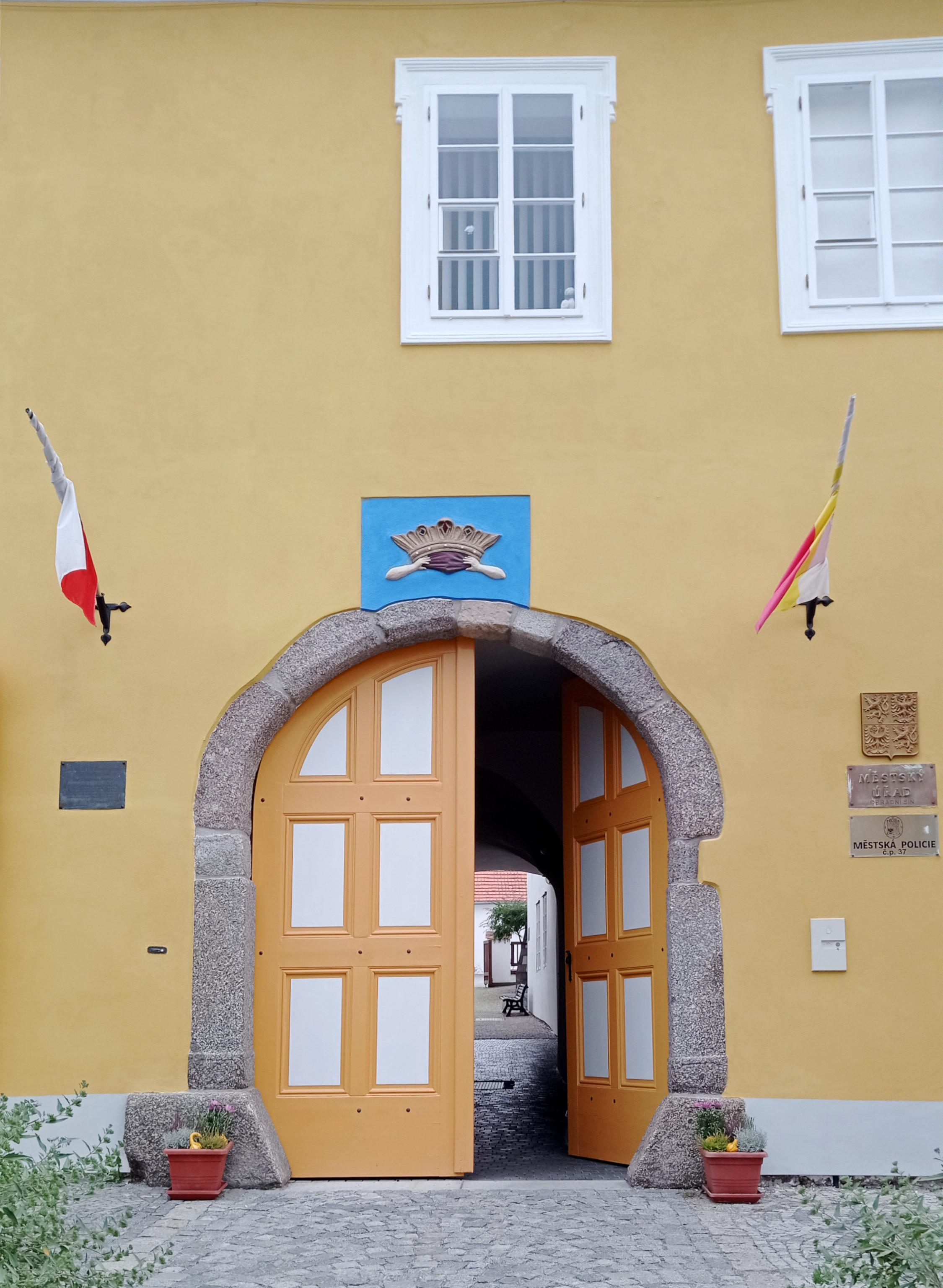
Budova Městské galerie v Týně nad Vltavou

Od roku 1993 pracovala jako kurátorka a galeristka nejdříve v Café Bar Art Club v Týně nad Vltavou (ten společně s manželem založila a provozovala), pak v letech 1996–2007 v Městské galerii Art Club. Když v roce 1996 zemřel její manžel Miloslav, zůstala na pořádání a organizaci výstav sama. Dva roky působila jako vedoucí odboru kultury Městského úřadu v Týně nad Vltavou. Od roku 2001 zároveň působila v galerii U Zlatého slunce v Týně nad Vltavou a v Galerii Knížecí dvůr v Hluboké nad Vltavou. Do galerií v Týně nad Vltavou i v Hluboké nad Vltavou přivedla řadu špičkových umělců. Aktivně se podílela na vzniku Vltavotýnských výtvarných dvorků, které měly 21. ročníků a pro které připravovala katalogy. Ty mají stále svoji vysokou uměleckou a informační hodnotu. Do roku 2015 uspořádala v Týně nad Vltavou dvě stě čtyřicet sedm výstav. Žila v Praze, Týně nad Vltavou a v Českých Budějovicích. Mezi výtvarníky a výtvarnice, kterým uspořádala výstavu, připravila katalog a úvodní slovo, patřili (výběr):
- 1995 James Janíček: Litografie
- 1996 Michael Rittstein: Kresba a grafika 1976-1996
- 1996 Vladimír Renčín: Kreslený humor
- 1998 Milan Ressel: BIG MAC a jiné obrazy a kresby
- 1998 František Doubek: Osobnosti a města
- 1999 Bohumil Dobiáš: Keramická plastika
- 2001 Oldřich Kulhánek: Grafika
- 2001 Adolf Born: Grafika
- 2001 Josef Liesler: Obrazy, kresby a grafika
- 2002 Kamila Ženatá
- 2003 Ladislav Hodný: Obrazy, kresby, knižní vazby
- 2003 Olga Vychodilová: Grafika
- 2003 Ludvík Vacek: Odkrývaná místa
- 2004 Hana Čápová: Grafika, kresby
- 2004 Iva Hüttnerová: Obrázky
- 2005 Antonín Gavlas: Obrazy a keramika
- 2005 Emma Srncová: Grafika
- 2006 Marta Taberyová: Keramika
- 2006 Marie Michaela Šechtlová: Grafika
- 2007 Petr Jež: Obrazy
- 2007 Světlana Zamatěvskaja: Slovanské motivy
- 2007 Štěpán Mareš: Kresby
- 2008 Jiří Slíva: Grafické grotesky
- 2008 Martin Zunt: Grafický záznam struktury povrchu
- 2009 Alena Antonová : Grafika
- 2011 Věra Krumphanzlová Obrazy, grafika
- 2012 Jiří Šorm: Obrazy, kresby, plastiky
- 2012 Renata Klogner Štolbová: Bylinářka z hory
- 2013 Elzbieta Grosseová: Sochy, obrazy
- 2013 Jindra Čapek: Grafika
- 2014 Kristián Kodet: Obrazy
- 2015 Miroslav Konrád: Tajemství akvarelu
- 2016 Maria Jesús Rivero: Obrazy
- 2016 Renata Kubínová - Nováková: Země zamyšlená
- 2017 Pavel "Franz" Zaigla: Obrazy, grafika
- 2018 Pavel Skalník: Obrazy
- 2018 Karel Cyril Votýpka: Kresba, malba, plastika

### Ocenění
- 1974 Cena Českého fondu výtvarných umění
- 1985 Čestné uznání ministra kultury České socialistické republiky
- 2007 Cena města Týn nad Vltavou, za významnou a dlouhodobou práci v oblasti popularizace výtvarného umění a za významný přínos k pozitivnímu kulturnímu obrazu města
- 2013 Cena hejtmana Jihočeského kraje, za dlouholetou úspěšnou činnost, která přivedla na jih Čech významné špičky české umělecké scény
- 2013 nominace na státní vyznamenání navržena Adolfem Bornem, Olbramem Zoubkem, Oldřichem Kulhánkem a dalšími výtvarníky. Návrh byl schválen Senátem, ale odmitnut prezidentem M. Zemanem[2]
- 2019 Cena Ď za období 2001 – 2019, krajská cena udělená Richardem Langerem